# Nokia 110 (2019)
Il Nokia 110 (2019) è un feature phone presentato da Nokia all'IFA 2019, nel contesto della linea Nokia Originals, ossia telefoni cellulari che hanno fatto la storia dell'azienda finlandese, rivisitati in chiave moderna.
Oltre al Nokia 110, fanno parte della linea Nokia Originals il Nokia 800 Tough, il Nokia 2720 Flip, il Nokia 3310 (2017) e il Nokia 8110.
Il Nokia 110, in particolare, è una rivisitazione moderna delle linee del Nokia 1100, uno dei cellulari più semplici e venduti nella storia di Nokia.

## Caratteristiche tecniche

### Hardware
Il Nokia 110 (2019) è un feature phone monoblocco in policarbonato dotato di GSM dual band 900/1800, schermo 1,77" TFT 120x160, classico tastierino alfanumerico e batteria agli ioni di litio removibile da 800 mAh, con durata dichiarata di 14 ore in conversazione e 18 giorni e mezzo in standby. Oltre alle funzionalita classiche quali rubrica, SMS e il gioco Snake, sono presenti una piccola fotocamera posteriore QVGA e la possibilità di usare il dispositivo come lettore MP3 scaricando file audio sulla microSD che il dispositivo può leggere.

### Software
Il Nokia 110 (2019) ha il classico, semplice sistema operativo proprietario Nokia Series 30+.